# Trichosanthes beccariana
Trichosanthes beccariana är en gurkväxtart. Trichosanthes beccariana ingår i släktet Trichosanthes och familjen gurkväxter.

## Underarter
Arten delas in i följande underarter:
- T. b. beccariana
- T. b. pusilla